# Adem Bereket
Adem Bereket est un lutteur turc spécialiste de la lutte libre né le 19 juillet 1973 en Ingouchie.

## Biographie
Lors des Jeux olympiques d'été de 2000 se tenant à Sydney, il remporte la médaille de bronze en combattant dans la catégorie des -76 kg.